# Emirgazi
Emirgazi là một huyện thuộc tỉnh Konya, Thổ Nhĩ Kỳ. Huyện có diện tích 629 km² và dân số thời điểm năm 2007 là 10739 người, mật độ 17 người/km².